# Óengus I
Óengus, figlio di Fergus (anche Onuist map Urguist, Ungus(t), Óengus mac Fergusso e Angus mac Fergus; ... – 761), è stato re dei Pitti dal 732 alla morte nel 761.
Il suo regno può essere ricostruito sulla base di fonti pitte, irlandesi, gallesi e inglesi..
Óengus divenne il sovrano più potente della Pittavia dopo un periodo di guerra civile verificatosi negli anni Venti dell'VIII secolo. Durante il suo regno sottomise quello di Dál Riata e attaccò, ma senza grande successo, quello di Strathclyde. Come re più potente di Scozia per oltre due decenni, guerreggiò contro Irlanda e Inghilterra. I suoi discendenti regnarono in Pittavia fino all'839, quando una pesante vittoria vichinga aprì un nuovo periodo di instabilità che terminerà con l'avvento al potere di Cináed mac Ailpín.

## Il contesto storico

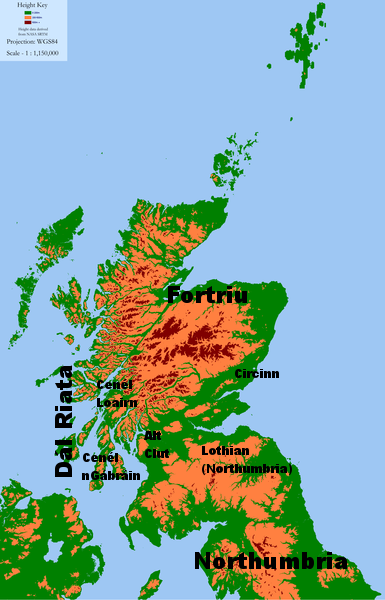
La Britannia del nord attorno al 740.

I Pitti erano uno dei quattro gruppi politici della Britannia dell'VIII secolo. La Pittavia si estendeva dal Forth verso nord e includeva anche le isole Orcadi, le Shetland e quelle occidentali. Prima dell'Età vichinga, in Pittavia il regno più potente sembra essere stato quello di Fortriu.
Verso sud, dal Forth fino all'Humber, si estendeva il potente regno di Northumbria, che però entrò in crisi dopo la morte di Osric nel 729, ultimo sovrano della vecchia dinastia regnante. A questo punto scoppiò un conflitto tra diverse famiglie per il trono. Inoltre, in questo periodo andò crescendo il potere del regno di Mercia, cosa che creò problemi alla Northumbria, che per la maggior parte del regno di Óengus fu regnata da Eadberht Eating,
A sud-ovest della Pittavia c'erano i Gaelici della Dál Riata, dove il potere era conteso tra i Cenél Loairn dell'Argyll e i Cenél nGabráin del Kintyre. Nel 723, Selbach mac Ferchair abdicò, rinunciando al potere sui Cenél Loairn e sulla Dál Riata in favore del figlio Dúngal, che fu però detronizzato da Eochaid mac Echdach dei Cenél nGabráin nel 726. Dúngal ed Eochaid continuarono a farsi guerra fino al 731, quando Dúngal diede alle fiamme Tarbert..
Poche sono le notizie rimaste sul quarto gruppo politico del periodo, i Britanni di Alt Clut, il futuro regno di Strathclyde. Re Teudebur map Beli regnò da Dumbarton Rock dal 722 al 752, quando il figlio Dumnagual gli successe sul trono..

## Ascesa al potere
Secondo le genealogie irlandesi Óengus era un membro degli Eóganachta dell'Angus e del Mearns nel Munster. La prima parte della sua vita è ignota. Egli entrò nella storia quando già era un nuomo di mezza età. Ebbe almeno due figli: Bridei (morto nel 736) e Talorgan (morto nel 782) e due fratelli Talorgan (morto nel 750) e Bridei (morto nel 763).
Re Nechtan figlio di Der-Ile abdicò, ritirandosi in monastero, nel 724, ma fu imprigionato dal suo successore Drest nel 726. Nel 728-729 Quattro re lottarono tra di loro per il potere in Pittavia: Drest, Nechtan, Alpín, di cui si sa poco, e Óengus, partigiano di Nechtan, di cui era forse l'erede riconosciuto. Quattro grandi battaglie in Pittavia furono combattute tra il 728 e il 729. Alpín fu sconfitto due volte da Óengus e così Nechtan fu rimesso sul trono. Nel 729 le forze di Óengus e i nemici di Nechtan si scontrarono a Monith Carno (Cairn o' Mount, nei pressi di Fettercairn), vinta dagli uomini di Óengus. Nechtan rimase probabilmente sul trono fino alla morte nel 732. Il 12 agosto 729 Óengus sconfisse e uccise Drest a Druimm Derg Blathuug (luogo non identificato).

## La vittoria sulla Dal Riata

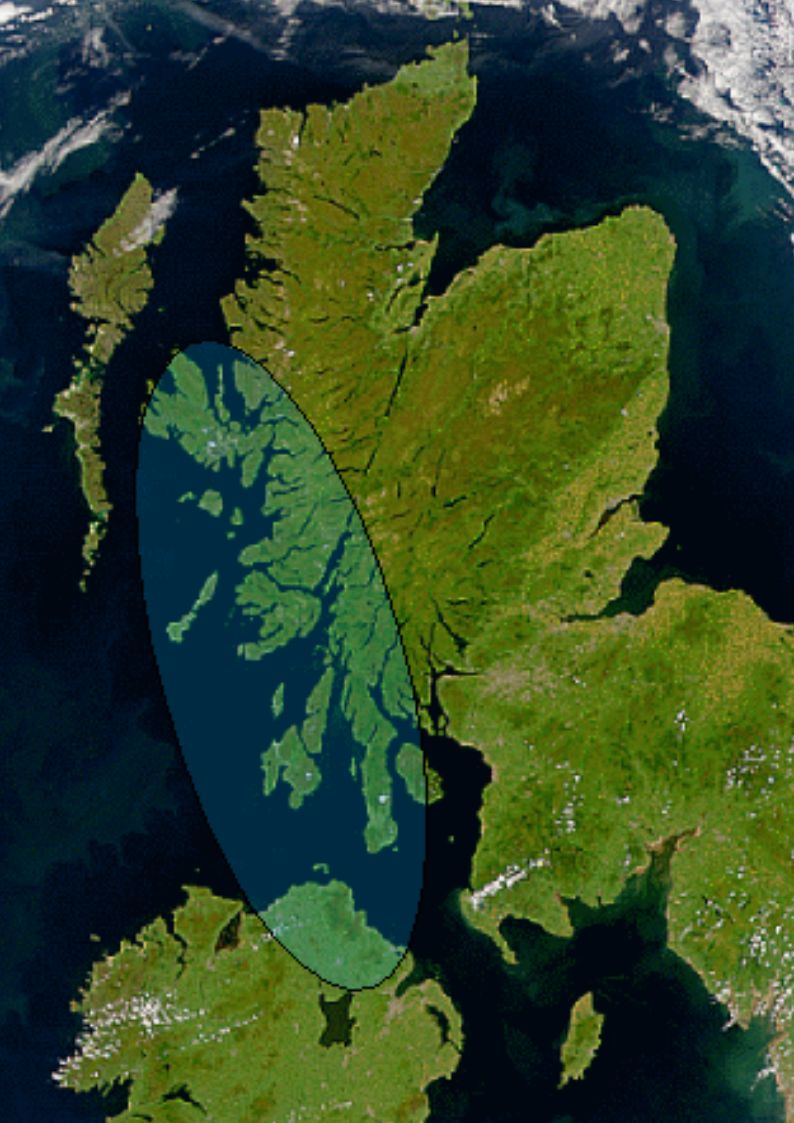
Immagine satellitare della Britannia del nord e dell'Irlanda, dove più o meno era ubicata l'antica Dál Riata.

Negli anni Trenta dell'VIII secolo, Óengus guerreggiò contro la Dál Riata, i cui signori e protettori tradizionali, i Cenél Conaill d'Irlanda, erano molto deboli a quel tempo. Nel 733, una flotta della Dál Riata combatté per Flaithbertach mac Loingsig, capo dei Cenél Conaill, nella guerra contro Áed Allán dei Cenél nEógan, subendo gravi perdite. La Dál Riata era regnata da Eochaid mac Echdach dei Cenél nGabráin fino al 733 e le liste dei re non sono chiare su chi gli sia succeduto. I Cenél Loairn dell'Argyll del nord erano regnati da Dúngal mac Selbaig, che fu poi deposto da Eochaid negli anni Venti dell'VIII secolo.
Scontri tra i Pitti di Óengus figlio di Bridei, e la Dál Riata di Talorgan mac Concussa sono ricordati nel 731. Nel 733, Dúngal mac Selbaig “"profanò il santuario di Tory Island, da cui trascinò fuori Bridei"”. Dúngal, già deposto dal trono di Dál Riata, fu anche detronizzato da quello dei Cenél Loairn e rimpiazzato dal suo cugino di primo grado Muiredach mac Ainbcellaig.
Nel 734 Talorgan mac Congussa fu consegnato ai Pitti da suo fratello e ucciso per annegamento. Talorgan figlio di Drostan fu catturato nei pressi di Dún Ollaigh. Sembra aver regnato su Atholl e fu ucciso per annegamento su ordine di Óengus nel 739. In quello stesso anno Dúngal fu ferito e fuggì in Irlanda per sottrarsi a Óengus.
Una seconda campagna militare di Óengus contro la Dál Riata viene ricordata dalle fonti per l'anno 736. Dúngal, tornando dall'Irlanda, e suo fratello Feradach, furono catturati e gettati in catene. La campagna finale contro la Dál Riata fu lanciata nel 741 e arrise ai Pitti (gli Annali dell'Ulster parlano di “sconfitta della Dál Riata inflitta da Óengus figlio di Fergus”. Dopo questa sconfitta, la Dál Riata scomparve dalle fonti per una generazione.
È anche probabile che Óengus sia stato coinvolto in guerre contro gli irlandesi di Áed Allán, o contro lui come alleato di Cathal mac Finguine, anche se questo suo coinvolgimento è scarsamente attestata.

## Alt Clut, Northumbria e Mercia
Nel 740 le fonti parlano di una Guerra scoppiata tra I Pitti e il regno di Northumbria, durante la quale re Æthelbald di Mercia approfittò dell'assenza di re Eadberht di Northumbria per devastarne e razziare le terre e forse dare alle fiamme York.. Non si conoscono le reali cause della guerra, ma è stato suggerito che questa potrebbe essere correlata con l'uccisione di Earnwine figlio di re Eadwulf diNorthumbria per ordine di Eadberht. Il padre di Earnwine era stato in esilio nel nord della Britannia dopo essere stato sconfitto nella guerra civile degli anni 705–706. E potrebbe essere che Óengus, o Æthelbald, o entrambi, abbiano cercato di rimpiazzarlo sul trono northumbriano
Scontri tra I Pitti e i Britanni di Alt Clut, o contro il regno di Strathclyde, sono ricordate per gli anni 744 e 750, quando il Kyle fu strappato ad Alt Clut da Eadberht di Northumbria. La battaglia avvenuta nel 750 viene ubicata in un luogo chiamato Mocetauc (forse Mugdock, nei pressi di Milngavie), nella quale Talorgan, fratello di Óengus, fu ucciso Dopo questa sconfitta, gli Annali dell'Ulster parlano di “una riduzione dei domini di Óengus”. Si pensa che questa affermazione si riferisca alla presa di potere da parte di Áed Find, figlio di Eochaid mac Echdach, in gran parte della Dál Riata, e del suo rifiuto di riconoscere Óengus come suo signore.
Molte sono le ipotesi fatte sui rapporti tra Óengus, Eadberht e Æthelbald tra il 740 e il 750. Una suggerisce che Óengus e Æthelbald siano stati alleati contro Eadberht, oppure che abbiano regnato insieme sulla Britannia, o che fossero dei bretwalda, Óengus dominando a nord del fiume Humber e Æthelbald a sud. Ma c'è chi, come Frank Stenton, non crede a un regno congiunto di questi due.
Nel 756, Óengus guerreggiò a fianco di Eadberht di Northumbria. Secondo le fonti giunsero fino a Dumbarton, costringendo i Britanni ad accettare le loro condizioni. Ma poi pochi giorni dopo la gran parte dell'esercito che avevano condotto da Ouania a Niwanbiri perì. Oggi si ritiene che Ouania sia Govan, mentre è incerta l'identificazione di Newanbirig. Quella più accreditata è Newburgh-on-Tyne nei pressi di Hexham. Un'interpretazione alternativa dei fatti del 756 identifica Newanbirig con Newborough nel regno di Mercia. Una sconfitta di Eadberht e Óengus là ad opera di Æthelbald di Mercia potrebbe corrispondere a ciò che affermano le leggende sulla fondazione della chiesa di Sant'Andrea che parlano di un re Óengus figlio di Fergus che la fondò per ringraziare Sant'Andrea di averlo salvato dopo aver subito una sconfitta in territorio merciano.

## Il culto di Sant'Andrea

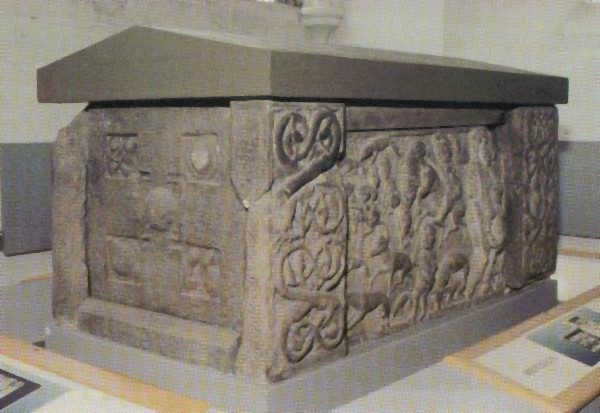
Il sarcofago di Sant'Andrea.

Il racconto della storia della fondazione di Sant'Andrea, in origine Cennrígmonaid, non è contemporanea agli eventi e potrebbe contenere diverse invenzioni. Gli annali irlandesi datano la morte di “Tuathalán, abate di Cinrigh Móna” al 747 e collocano la fondazione di Sant'Andrea prima di questa data, probabilmente ad opera di Óengus o Nechtan figlio di Der-Ilei. Si pensa comunemente che il sarcofago di Sant'Andrea fu eseguito per ordine di Óengus.. Le generazioni successive potrebbe aver scambiato questo re Óengus con l'Óengus II dei Pitti del IX secolo. La scelta della figura di re David degli Ebrei come modello per il sarcofago, come nota Alex Woolf, una precisa motivazione ed è appropriata: anche David era un usurpatore.
Il culto di Sant'Andrea potrebbe essere giunto in Pittavia dalla Northumbria, così come quello di San Pietro che era favorito da Nechtan. Questa apparente connessione con la chiesa northumbriana potrebbe aver lasciato un'attestazione scritta. Óenguscome I suoi successori e presunti parenti Caustantín e Eógan, è ampiamente ricordato nel Liber Vitae Ecclesiae Dunelmensis, una lista di circa 3000 benefattori per i quali le preghiere hanno delle connessioni con Durham.

## La morte
Óengus morì nel 761, "forse ultrasettantenne"., come riportano laconicamente gli annali, tranne San Beda il Venerabile che scrive "Óengus, re dei Pitti, morì. Durante il suo regnò perpetrò crimini sanguinari, come un massacratore tirannico". La Cronaca dei Pitti nella lista dei re afferma che dopo di lui sul trono salì il fratello Bridei. Suo figlio Talorgan salirà in seguito sul trono. Il Libro di Leinster, del IX secolo, dice:

"Bello il giorno in cui Óengus prese Alba,
Collinosa Alba con I suoi forti capi;
egli attaccò città fortificate,
coi piedi, con le mani, con grandi scudi.".

### Fonti antiche
- San Beda il Venerabile, Historia Ecclesiastica Gentis Anglorum, tradotta da Leo Sherley-Price, rivista da R.E. Latham ed edita da D.H. Farmer. Londra: Penguin, 1990. ISBN 0-14-044565-X